# En jul i Småland för länge sen
En jul i Småland för länge sen är en novell skriven av Astrid Lindgren. Novellen ingår i novellsamlingen En jul när jag var liten som gavs ut år 1992 av bokförlaget Rabén & Sjögren, och som bilderbok med illustrationer av Cecilia Heikkilä, 2021. Novellens berättarperspektiv utgår ifrån Astrid själv där hon beskriver verklighetsbaserade och egenupplevda händelser under julen 1913. I novellen får du följa 6-åriga Astrid som får stöta på allt ifrån stolleprov till julstök.  Den svenska utgåvan i novellsamlingen är illustrerad av Ilon Wikland. Berättelse blev den sista bok som Astrid Lindgren skrev. Utöver En jul i Småland för länge sen och andra korta noveller har Astrid Lindgren skrivit många kända böcker och bokserier, som Emil i Lönneberga, Pippi Långstrump och Ronja Rövardotter. 

## Handling
Novellen börjar med sången I en djup, oändlig skog som är skriven av Carl Olof Rosenius. Astrid skriver att det var den sången hon tänkte på den där dagen år 1913 när hon tillsammans med sin pappa och Gunnar, hennes ett år äldre bror, skulle ta hem en gran inför julen. Snön var djup, tillräckligt djup för att en 6-årings ben skulle bli trötta av vandringen. Astrid hamnade på efterkälken och trodde att hon var helt vilse i skogen. Sedan visade det sig att hennes familjemedlemmar var precis i närheten. Med granen återvände de till det röda huset där de möttes av ett stökigt kök och överkokt gröt. Astrid blev orolig för att de inte skulle få ordning på allt innan morgondagen. Men på julaftons morgon var allt i perfekt skick och hon kunde med ens slappna av. Julafton firades med farmor som gav Astrid ett par jättefina ljusbruna stövlar, en riktig salighetssak! Kommande dagar var det dags för julotta med predikan av en obegriplig präst och ännu mer julfirande. Allt som allt blev det en lyckad jul.

## Karaktärer
Huvudpersonen i novellen är 6 år gamla Astrid. Övriga karaktärer består av andra personer i hennes närhet, till mestadels familjemedlemmar.

## Böcker
- Astrid Lindgren (1992): En jul i Småland för länge sen. I: En jul när jag var liten. Harriet Alfons & Margot Henrikson: Rabén & Sjögren. Stockholm. Illustrerad av Ilon Wikland. ISBN 9129620597
- Astrid Lindgren (2021): En jul i Småland för länge sen. Rabén & Sjögren. Stockholm. Illustrerad av Cecilia Heikkilä. (bilderbok)

## Översättningar
- Tyska: Astrid Lindgren (1996): Ein Weihnachten in Småland vor langer Zeit. I: Angelika Kutsch: Weihnachten, als ich klein war. Hamburg: Oetinger. Illustrerad av Peter Knorr. ISBN 9783789140068
- Danska: Astrid Lindgren (1993): En jul i Småland for længe siden I: Jul da jeg var lille, Gyldendal, 1996, ISBN 8700159786
- Ryska: Astrid Lindgren (2001): Рождество в Смоланде давние-предавние дни (Rozhdestvo v Smolande davniye-predavniye dni) I: Мы - на острове Сальткрока. Мадикен (My - na ostrove Sal'tkroka. Madiken), ISBN 5-352-00056-7
- Nederländerna: Astrid Lindgren (2015): Kerstmis in Zweden, lang geleden I: Sprookjes onder de kersenboom, ISBN 9789021674308